# گروه شانگهای اینترنشنال
گروه شانگهای اینترنشنال (انگلیسی: Shanghai International Group) شرکت لجستیک چینی است، که در سال ۲۰۰۳ تأسیس شد.